# Нижняя Тойма (река)
Ни́жняя То́йма — река на севере европейской части России в Архангельской области, правый приток Северной Двины. Протекает по территории Виноградовского и Верхнетоемского районов.

## География и гидрология
Длина реки — 165 км, площадь водосборного бассейна — 1740 км². Имеет смешанное питание, с преобладанием снегового. В 37 км от устья средний расход воды — 17 м³/с.
Нижняя Тойма берёт начало на водоразделе рек Северная Двина и Пинега. Нижняя Тойма течёт по всхолмлённой равнине, по территории Виноградовского и Верхнетоемского районов.

## Притоки
- Оборза
- Шошельца
- Егринка
- Шоваша
- Ванышев
- Вармер
- Юрманга
- Кодима
- Тальшема
- Кастер
- Нижняя Талсора
- Верхняя Талсора

## Населённые пункты
Населённые пункты на реке: Борисовская, Георгиевская (Нижнетоемский сельсовет), Часовенская, Лукинская, Сплавной, Бурцевская, Фатьяновская, Прилук, Наволоцкая, Степановская (Нижнетоемский сельсовет), Шошельцы.